# Mike Zimmer
Michael "Mike" Zimmer (5 de junho de 1956) é um treinador de futebol americano profissional. Comandou o Minnesota Vikings, franquia pertencente a National Football League (NFL), de 2014 a 2021. Anteriormente, atuou como coordenador defensivo do Cincinnati Bengals, Atlanta Falcons e Dallas Cowboys, onde foi campeão do Super Bowl XXX, como treinador de defensive backs em 1995. Em 2014 assumiu o comando dos Vikings como treinador pela primeira vez na carreira e teve seu contrato estendido em 2016. 